# Frank Banham
Frank Banham (Calahoo, 14 aprile 1975) è un ex hockeista su ghiaccio canadese naturalizzato ungherese.

## Carriera
Ha iniziato la sua carriera in WHL con Saskatoon Blades nel 1992/93. Dal 1995 al 1997 ha giocato in AHL con i Baltimore Bandits.
Nella stagione 1996/97 è approdato in NHL con i Mighty Ducks of Anaheim, dove è rimasto per circa due stagioni. La sua successiva squadra è stata quella dei Cincinnati Mighty Ducks, in AHL, dal 1997/98 al 1999/2000.
Nella stagione 2000/01 si è trasferito in Finlandia, per giocare prima con gli Espoo Blues (2000/01) e poi con lo Jokerit (2001-2003). Negli anni seguenti ha giocato nuovamente negli Stati Uniti con Springfield Falcons (in AHL nel 2002/03 e nel 2003/04) e Phoenix Coyotes (cinque presenze in NHL nel 2002/03).
Dopo una parentesi in Russia con l'HC Dinamo Mosca nel 2003/04, è tornato in Finlandia nel SaiPa per l'annata 2004/05. In seguito la sua carriera è proseguita in Svizzera con l'HC Fribourg-Gottéron e poi nel campionato austriaco con l'EC Red Bull Salzburg, club in cui ha militato per circa tre stagioni, dal 2005/06 al 2007/08.
Ha giocato quindi in Svezia con i Malmö Redhawks (2007/08). Le sue successive squadre sono state HDD Olimpija Ljubljana (2008/09, 2009/10), EHC Biel (2008/09), Lausanne HC (2009/10) e KHL Medveščak (2010-2012).
Negli ultimi anni di carriera ha giocato con l'Alba Volán Székesfehérvár, dal 2012/13 al 2015/16.